# Комароловка чорноголова
Комароловка чорноголова (Polioptila nigriceps) — вид горобцеподібних птахів родини комароловкових (Polioptilidae).

## Поширення
Вид поширений вздовж західного узбережжя Мексики та на півдні штату Аризона (США). Живе у галерейних лісах, в Аризоні трапляється у сухих хвойних лісах Мадреанських небесних островів.

## Опис
Верхня частина тіла синьо-сірого кольору, нижня частина - біла з чорною смугою посередині. Хвіст чорний із зовнішніми білими смугами у верхній частині. У самця на голові є чорна корона. Дзьоб тонкий, довгий, чорного кольору.

## Спосіб життя
Птах полює на комах на деревах та чагарниках. Зрідка шукає здобич на землі або ловить їх у польоті.
Ці птахи досить територіальні, вони залишаються на своїй гніздовій території впродовж року. Пара будує невелике чашеподібне гніздо на горизонтальних гілках невеликих дерев або кущів. Самиця відкладає чотири яйця. Обидва батьки годують пташенят.

## Підвиди
- Polioptila nigriceps nigriceps
- Polioptila nigriceps restricta